# جون هينريش برلين
جون هينريش برلين (بالنرويجية البوكمول: Johan Henrich Berlin)‏ هو ملحن نرويجي، ولد في 4 أغسطس 1741 في تروندهايم في النرويج، وتوفي بنفس المكان في 5 مارس 1806.

## وصلات خارجية
- جون هينريش برلين على موقع ميوزك برينز (الإنجليزية)
- جون هينريش برلين على موقع أول ميوزيك (الإنجليزية)
- جون هينريش برلين على موقع ديسكوغز (الإنجليزية)